# Giovanni Silva
Giovanni Silva (Legnago, 26 marzo 1882 – Padova, 20 ottobre 1957) è stato un astronomo e scienziato italiano.

## Biografia
Laureatosi in matematica all'Università di Padova nel 1904, divenne assistente alla cattedra di geodesia.
Nel 1911 passò all'osservatorio astronomico.
Dal 1921 al 1925 fu professore di geodesia all'Università di Torino, dirigendo l'osservatorio astronomico di Pino Torinese.
Nel 1925 divenne professore di Astronomia nell'Università di Padova, dove è rimasto fino alla nomina a professore emerito.
È stato l'ideatore e il creatore dell'Osservatorio astrofisico di Asiago.
Ha dato contributi scientifici originali in astronomia classica, astronomia geodetica, gravimetria e fotometria che gli hanno reso fama internazionale.

## Opere principali
- Lezioni di geodesia, 1925.

## Onorificenze
È stato membro di molte importanti società scientifiche nazionali e internazionali tra cui:
- Accademia Nazionale dei Lincei, dal 1932
- Istituto veneto di scienze, lettere ed arti

L'asteroide 16906 Giovannisilva porta il suo nome.